# Changes (singel 2Paca)
Changes – piosenka amerykańskiego rapera 2Paca. Została nagrana dla Interscope Records. Bit zawiera sample słynnego hitu Bruce’a Hornsby’ego „The Way It Is”. Wideoklip zawiera fragmenty poprzednich teledysków 2Paca, jego wywiady i zdjęcia. Podobnie został skonstruowany teledysk do „Dead Wrong”, którego autorem jest The Notorious B.I.G. Tupac nawiązuje do problemów, których był świadkiem, m.in. rasizmu, brutalności policji, uzależnienia od narkotyków i wojen gangów. Słynny stał się fragment piosenki : „Mimo że to wszystko wygląda jak dar z nieba, nie jesteśmy gotowi by zobaczyć czarnego prezydenta”.
„Changes” było nominowane do nagrody Grammy Awards w 2000 roku w kategorii Najlepsza Piosenka Hip-Hopowa. Piosenka nawiązuje także do Hueya Newtona („2 shots in the dark, now Huey’s dead”), który był współzałożycielem ruchu oporu Afroamerykanów, Partii Czarnych Panter.

## Miejsca na listach przebojów
| Państwo       | Pozycja na liście |
| ------------- | ----------------- |
| Australia     | 7                 |
| Austria       | 6                 |
| Belgia        | 2                 |
| Francja       | 39                |
| Holandia      | 1                 |
| Nowa Zelandia | 3                 |
| Norwegia      | 1                 |
| Szwecja       | 3                 |
| Szwajcaria    | 2                 |

## Certyfikaty i sprzedaż
| Kraj                      | Certyfikat         | Sprzedaż   |
| ------------------------- | ------------------ | ---------- |
| Belgia (BEA)              | złota płyta        | 25 000+    |
| Dania (IFPI Danmark)      | platynowa płyta    | 90 000+    |
| Holandia (NVPI)           | złota płyta        | 50 000+    |
| Niemcy (BVMI)             | złota płyta        | 250 000+   |
| Nowa Zelandia (RMNZ)      | 3x platynowa płyta | 90 000+    |
| Szwajcaria (IFPI Schweiz) | złota płyta        | 25 000+    |
| Szwecja (GLF)             | platynowa płyta    | 50 000+    |
| Wielka Brytania (BPI)     | 2x platynowa płyta | 1 200 000+ |
| Włochy (FIMI)             | złota płyta        | 50 000+    |